# Commelina sphaerorrhizoma
Commelina sphaerorrhizoma là một loài thực vật có hoa trong họ Commelinaceae. Loài này được Faden & Layton mô tả khoa học đầu tiên năm 2009.